# István Kausz
István Kausz (Budapest, 18 agosto 1932 – Budapest, 3 giugno 2020) è stato uno schermidore ungherese, specialista della spada, vincitore di una medaglia d'oro nella scherma ai giochi olimpici.